# الینا یوهانسون
الینا یوهانسون (انگلیسی: Elina Johansson؛ زادهٔ ۲۷ اوت ۱۹۸۶) بازیکن فوتبال اهل سوئد است.